# Malakoff Humanis
Malakoff Humanis (anciennement Malakoff Médéric Humanis) est un groupe de protection sociale paritaire et mutualiste à but non lucratif, né du rapprochement le 1er janvier 2019 des groupes Malakoff Médéric et Humanis. Il intervient dans les domaines de la protection sociale pour les entreprises et les particuliers.

## Historique
Le 1er janvier 2019, à la suite de l'accord en juillet 2018 de l’Autorité de contrôle prudentiel et de résolution, les groupes Malakoff Médéric et Humanis se sont rapprochés pour devenir Malakoff Médéric Humanis, puis Malakoff Humanis le 1er janvier 2020.
Ce nouveau groupe est issu de plusieurs rapprochements successifs. Pour le groupe Malakoff Médéric, le rapprochement précédent remontait à 2008 entre les groupes Malakoff et Médéric. De son côté, Humanis est né en janvier 2011 du rapprochement des groupes Vauban Humanis (issu des entités Vauban et Humanis fusionnées en 2006) et Aprionis (issu de la fusion de Apri et Ionis en 2009) puis, en janvier 2012, du rapprochement du groupe avec Novalis Taitbout, lui-même issu du rapprochement de Novalis et Taitbout en 2010.
Le nom "Malakoff" apparaît en 1971. Il provient de l'avenue de Malakoff à Paris, où alors deux composantes formatrice du groupe Malakoff ont leur siège: l'IRCOMMEC (Institution de retraites complémentaires des ouvriers et mensuels des industries métallurgiques, mécaniques, électriques et connexes) au numéro 121 et l'IRPSIMMEC (Institution de retraite et de prévoyance des salariés des industries métallurgiques, mécaniques et électriques) au numéro 212.
En 2019, le groupe voit son chiffre d'affaires augmenter de 2 %.
Début octobre 2021, un rapprochement est annoncé avec Sienna Investment Managers dans le but de créer un groupe leader de l'épargne retraite et salariale.
Le 26 avril 2024, La France Mutualiste rejoint le groupe Malakoff Humanis.

## Activités

### Santé et prévoyance
Malakoff Humanis propose des contrats de complémentaire santé et de prévoyance pour les entreprises et les salariés, les indépendants et les particuliers.
En tant que complémentaire santé, la mutuelle prend en charge les remboursements en complément de la Sécurité sociale. Elle met également à disposition de ses clients des réseaux de soins en optique, dentaire, audioprothèse et ostéopathie, et les oriente dans la recherche d’établissements de soins[réf. nécessaire].
Le groupe est composé de plusieurs institutions de prévoyance et de mutuelles.

### Retraite complémentaire
Malakoff Humanis compte deux caisses de retraite complémentaire :
- Malakoff Humanis Agirc-Arrco
- Une caisse de retraite complémentaire est dédiée à l’Outre-mer et aux expatriés : Malakoff Humanis International Agirc-Arrco

### Épargne salariale
Malakoff Humanis propose aux entreprises et à leurs salariés, mais aussi aux indépendants, des produits d’épargne salariale (PEE, participation, intéressement) et d’épargne retraite (IFC, Plan d'Epargne Retraite Obligatoire (PERO) ou Plan d'Epargne Retraite Collectif(PERECO), Plan Epargne Retraite Indépendant (PERIN).

### Partenariats
Malakoff Humanis possède également un réseau de partenariats, comme le réseau de soins Kalixia ou le prestataire de services à la personne Bien Être Assistance ; et des filiales comme le service de tiers payant Viamedis ou la compagnie d'assurances Auxia,,.
Malakoff Humanis propose via Epsens (en partenariat avec CNP Assurances et AG2R La Mondiale), une gamme de produits d’épargne salariale et d’épargne retraite collective.  

### Expertise santé
Malakoff Humanis a créé en août 2017 le site du Comptoir de la nouvelle entreprise, rebaptisé en 2022 "Le Comptoir Malakoff Humanis". Ce site met à disposition des études, des décryptages, etc. : fragilités des salariés, absentéisme, allongement de la vie professionnelle, télétravail,,,.
En septembre 2020, le groupe révèle dans son baromètre mensuel « Absentéisme & Covid-19 », que la Covid-19 et les risques psychosociaux sont les premiers motifs des arrêts de travail sur la période de mars à juillet 2020.
En juin 2023, le Groupe publie les résultats de la 8e édition de son baromètre Absentéisme.  Avec 50 % des salariés arrêtés au moins une fois dans l'année, l'absentéisme maladie atteint son plus haut niveau depuis 2016.

### Lutte contre la Fraude
Malakoff Humanis est particulièrement mobilisé concernant la lutte contre la fraude. Grâce notamment aux algorithmes d’intelligence artificielle, le groupe de protection social a évité le versement de 52 millions d’euros d’indus en 2023.